# Grossdietwil
Grossdietwil is een gemeente en plaats in het Zwitserse kanton Luzern en maakte deel uit van het district Willisau tot op 1 januari 2008 de districten van Luzern werden afgeschaft.

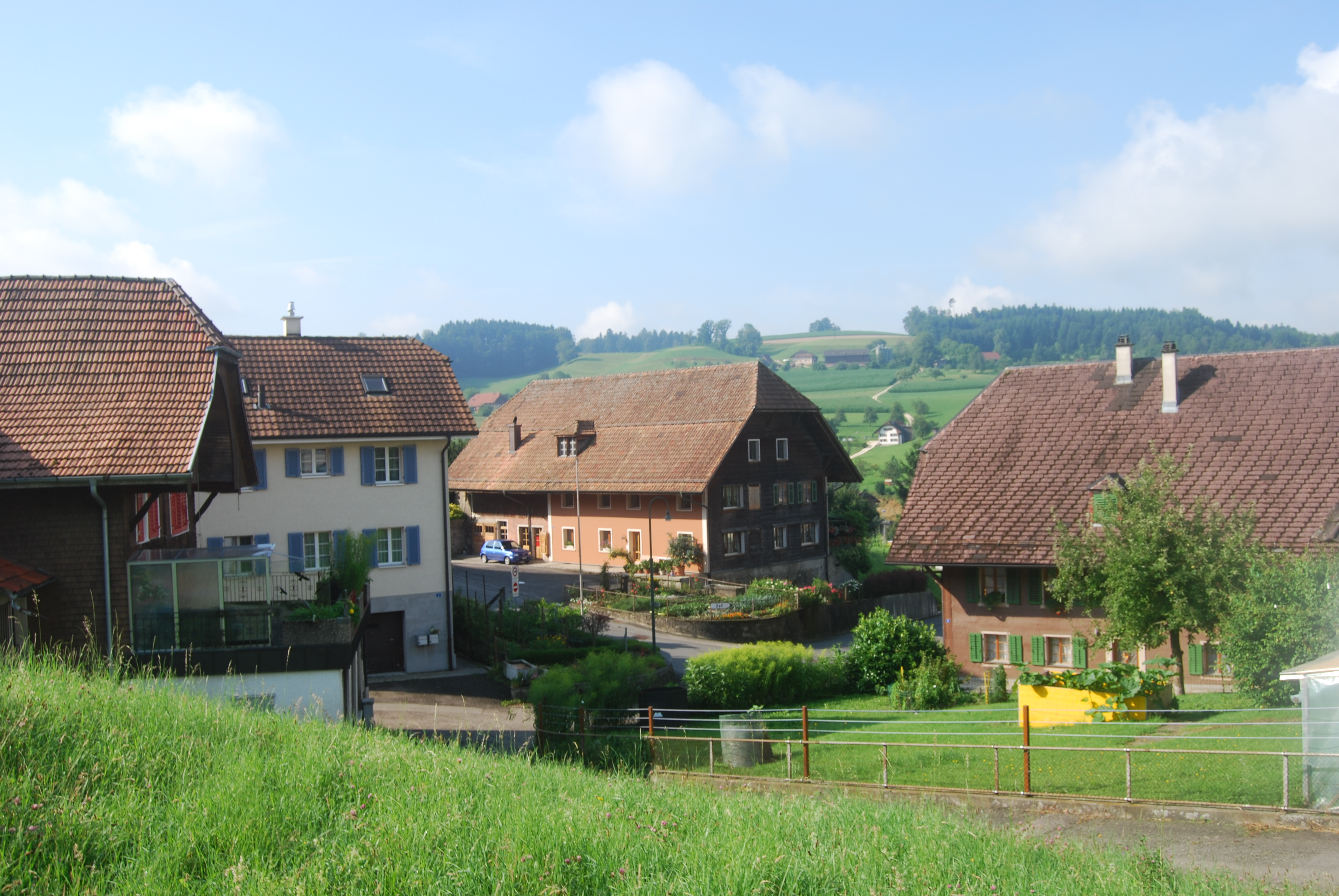
Grossdietwil

Grossdietwil telt 820 inwoners.